# Église de la Transfiguration (Starotcherkasskaïa)
Pour les articles homonymes, voir Église de la Transfiguration.
L’église de la Transfiguration (en russe : Преображенская церковь ou Ратная церковь) est une église orthodoxe de Starotcherkasskaïa (oblast de Rostov, Russie). De style baroque ukrainien elle a été érigée de 1739 jusque dans les années 1740 et est ainsi l’une des plus anciennes de Starotcherkasskaïa.

## Histoire
L’église se trouve à côté du cimetière Ratny qui existe depuis le XVIIe siècle. Une première église en bois dédiée au prophète Élie est construite en 1701, elle figure sur les plans de la ville à partir de 1735. Une nouvelle église en pierre est construite par décret impérial du 31 mai 1744, elle est cependant endommagée par l’incendie du 12 août 1744. Elle est de nouveau la proie des flammes en 1748 et est finalement reconstruite en 1781. L’intérieur est remodelé en 1794-1795 par l’architecte A. Assadtchenkov.
L’église est fermée dans les années 1930 et à l’abandon en 1980. Des travaux de restauration ont lieu dans les années 1990.